# Synanthedon bibionipennis
Synanthedon bibionipennis is een vlinder uit de familie wespvlinders (Sesiidae), onderfamilie Sesiinae.
Synanthedon bibionipennis is voor het eerst wetenschappelijk beschreven door Boisduval in 1869. De soort komt voor in het Nearctisch gebieden het  Neotropisch gebied.